# Pierre II Ayrault
Pour les articles homonymes, voir Ayrault.
Pierre II Ayrault (Angers 1576 - Angers 1626), lieutenant criminel au présidial d'Angers et maire d'Angers.
Pierre Ayrault surnommé Pierre II Ayrault, car il était le fils de Pierre Ayrault, fut nommé lieutenant criminel en 1600.
Il devint maire d'Angers en 1615 et garda son mandat municipal jusqu'en 1617. 
Il fut également député à l'assemblée des notables réunie à Rouen. 
Il devint président de la sénéchaussée d'Angers.
En 1619, Il prononça, à Angers, une harangue (allocution prononcée devant une assemblée) à la venue de Marie de Médicis, mère de Louis XIII. La reine-mère, Marie de Médicis, s'est échappée du château de Blois et a levé une armée contre son fils Louis XIII qui choisit de se réconcilier avec elle, lors du Traité d'Angoulême le 30 avril 1619, et lui cède les villes d'Angers et de Chinon, mais lui interdit de revenir au conseil. 
Il se maria deux fois: 
- Le 18 novembre 1600 avec Anne Boylesve, Dame de Cordé, avec qui il eut une fille, Anne Ayrault (1603-1676) ;
- Il se remaria le 23 février 1607 avec Renée Lasnier, avec il eut un fils Pierre Ayrault (1610-1678).